# Esports Integrity Commission
Esports Integrity Commission (сокр. ESIC; ранее Esports Integrity Coalition) — некоммерческая ассоциация, созданная в 2016 году для противодействия мошенничеству в киберспорте. Организация известна расследованием скандала вокруг использования тренерского бага в Counter-Strike: Global Offensive, за что подверглась большой критике.

## История
Организация была основана Яном Смитом под названием «Esports Integrity Coalition» в 2016 году, в 2019 году была переименована в «Esports Integrity Commission».

## Функции
ESIC занимается расследованием и предотвращением всех видов мошенничества в киберспорте, в том числе договорных матчей и использования допинга. Организация расследовала скандал вокруг использования тренерского бага в Counter-Strike: Global Offensive. ESIC насчитывает всего пять штатных сотрудников. Работает в партнерстве с государственными букмекерскими конторами, организаторами турниров и сайтами ставок. Результаты своих расследований комиссия передаёт организаторам, которые применяют рекомендованные ESIC санкции. Издатели игр, например Valve, ⁣обычно следуют их рекомендациям ESIC.

## Критика
Если изначально работа ESIC вызывала положительные оценки, то в 2021 году, после расследования использования тренерского бага, организация подверглась серьёзной критике относительно её легитимности, компетентности и прозрачности. По данным The Washington Post, неназванные критики описывают организацию как «недостаточно финансируемую».

### Расследование использования тренерского бага в CS:GO
26 августа 2020 года тренер команды Wisła Kraków Мариуш «Loord» Цыбульски сообщил о баге, который позволял тренеру наблюдать за картой во время игры и отслеживать передвижения противников. На следующий день этот баг был исправлен. После этого один из киберспортивных судей Михал «michau9» Словински, работавший на ESL, вместе с командой просмотрел около 1500 записей игр с крупных турниров. 31 августа трём тренерам было запрещено принимать участие на турнирах от ESL и DreamHack. Рикардо «dead» Синигалию из MIBR забанили на полгода, Николая «HUNDEN» Петерсена из Heroic забанили на год, а Александра «zoneR» Богатырёва из Hard Legion на два года. Кроме того, команды забаненных тренеров были дисквалифицированы с турниров, на которых использовали баг, им не были засчитаны очки ESL Pro Tour, а также не были выплачены призовые. Наказания были вынесены после консультаций с Esports Integrity Coalition.
В начале сентября ESIC начало собственное расследование. Спустя месяц по итогам просмотра 20% записей игр с 2015 года были забанены 37 тренеров.
Хотя ESIC получила похвалу за расследование ошибок тренеров в CS:GO, организация также подверглась критике за предполагаемый недостаток знаний об играх, которые она регулирует, а также за строгость наказаний.
Прямо перед началом PGL Major Antwerp 2022 ESIC забанил тренеров hally из Team Spirit, Луиза «peacemaker» Тадеу из Imperial Esports и Рафаэля «zakk» Фернандеса из 9z Team. Наказание непосредственно перед мейджором за незначительное нарушение правил в 2020 году и его последующая отмена сразу после турнира вызвали негативную реакцию сообщества CS:GO. Забаненный тренер hally использовал баг один раз в 2019 году — тогда он появился на позиции возле точки возрождения союзников и за весь раунд не заметил ни одного соперника, наблюдая только за своими игроками. В ответ Team Spirit раскритиковала ESIC, указывая на неспособность «решать реальные проблемы киберспорта» и не понимая откуда у этой организации власть. В декабре 2022 года ESIC подверглась критике, когда досрочно сняла двухлетнюю дисквалификацию с Николая «HUNDEN» Петерсена после «конструктивного взаимодействия между двумя сторонами». HUNDEN был забанен ESIC в августе 2021 года после того, как он передал другим командам информацию о стратегиях Heroic, которую он тренировал во время IEM Cologne 2021.